# Taeniophyllum coxii
Taeniophyllum coxii är en orkidéart som först beskrevs av Victor Samuel Summerhayes, och fick sitt nu gällande namn av Victor Samuel Summerhayes. Taeniophyllum coxii ingår i släktet Taeniophyllum och familjen orkidéer. Inga underarter finns listade i Catalogue of Life.